# Quenselita
La quenselita és un mineral de la classe dels òxids. Rep el seu nom de Percy Dudgeon Quensel (1881-1966), professor de mineralogia de la Universitat d'Estocolm, Suècia.

## Característiques
La quenselita és un òxid de fórmula química PbMnO₂(OH). Cristal·litza en el sistema monoclínic formant cristalls tabulars i també lleugerament allargats en [001] o [100]. La seva duresa a l'escala de Mohs és 2,5.
Segons la classificació de Nickel-Strunz, la quenselita pertany a «04.FE - Hidròxids (sense V o U) amb OH, sense H₂O; làmines d'octaedres que comparetixen angles» juntament amb els següents minerals: amakinita, brucita, portlandita, pirocroïta, theofrastita, bayerita, doyleïta, gibbsita, nordstrandita, boehmita, lepidocrocita, grimaldiita, heterogenita, feitknechtita, litioforita, quenselita, ferrihidrita, feroxyhyta, vernadita i quetzalcoatlita.

## Formació i jaciments
Es troba en dipòsits de manganès metamorfosat. Sol trobar-se associada a altres minerals com: calcita, barita, hausmannita o braunita, Va ser descoberta l'any 1925 a Långban (Värmland, Suècia).